# Пхёнъян синмун
«Пхёнъя́н синму́н» (кор. 평양신문, Пхеньянская газета) ― северокорейская газета. Выходит шесть дней в неделю в Пхеньяне. В 2012 главный редактор ― Сон Рак Кён (англ. Song Rak-gyun). Основана 11 июля 1957 года. Издаётся Пхеньянским городским комитетом Трудовой партии Кореи. Для зарубежных читателей издаётся англоязычная версия газеты, более известная под названием «The Pyongyang Times».
Газета публикует разнообразную информацию о культурной жизни трудящихся. Также знакомит с новыми литературными произведениями и побуждает народные массы к участию в культурной жизни страны.
С 2016 года газета начала публиковать рекламу.